# Brett Claywell
Brett Claywell, född 11 april 1978, North Carolina, USA, är en amerikansk skådespelare. Han har bland annat varit med i Dawson's Creek och One Tree Hill.

## Filmografi
- Babysitter Wanted (2008) (Film) ... Hal (post-production)
- Legacy (2008) (Film) ... Jeff Cook (post-production)
- Senior Skip Day (Film) (2007) ... Carl Smith
- The Final Season (Film) (2007) ... Patrick Iverson
- One Tree Hill (TV-serie) (2003)... Tim Smith (2003-2008) (Återkommande)
- Strike The Tent (Film) (2005) ... Union Soldier (borttagen scen)
- 20 Funerals (Film) (2004) ... Hughes
- Stateside (Film) (2004) ... Marine, Company 1021
- Dawson's Creek (TV-serie)  Avsnitt: "Rock Bottom" (2003) ... Set P.A.
- Dawson's Creek (TV-serie)  Avsnitt: "Everything Put Together Falls Apart" (2002) ... Dansare